# Чуперчень (Горж)
Чуперчень, Чуперчені (рум. Ciuperceni) — село у повіті Горж в Румунії. Адміністративний центр комуни Чуперчень.
Село розташоване на відстані 250 км на захід від Бухареста, 23 км на південний захід від Тиргу-Жіу, 93 км на північний захід від Крайови.

## Населення
За даними перепису населення 2002 року у селі проживала 471 особа, усі — румуни. Усі жителі села рідною мовою назвали румунську.